# Zonocryptus formosus
Zonocryptus formosus là một loài tò vò trong họ Ichneumonidae.